# Heinrich I de Nordgau
Heinrich I, nieto de Hugo IV, sucede a su abuelo en el condado de Nordgau en 1048; fue conde de Egisheim-Dagsburg y miembro de la familia noble de los Eticónidas.

## Biografía
En 1038, Henrich obtuvo la concesión del condado de Egisheim tras la muerte de su tío Gerhard.
En 1049, mediante una bula solemne, el Papa Léon IX otro tío suyo, declara a Henrich Vogt de la abadía de Woffenheim: sed ipsa advocatia, sicut nunc eam commisi nepoti meo Henrico castrum Egensheim habenti.
Heinrich es mencionado también en un diploma del emperador Enrique III, fechado en 1052, en favor de la iglesia de Jung Sankt-Peter (Saint-Pierre-le-Jeune) de Estrasburgo: in pago Alsatiae et in comitatu Henrici comitis situm cum omnibus suis pertinentiis. Tuvo con Herrand (Hecill), obispo de esta ciudad, un diferendo acerca de los bosques y el derecho de caza en su condado, que fue resuelto por el emperador Enrique IV. Este joven rey establece los límites que debían pertenecer a la iglesia de Estrasburgo, adjudicándole dos tercios al obispo y el resto al conde. El diploma está fechado en Espira, el 15 de octubre de 1059.
El conde Folmar y su esposa Heilicha von Ortenberg ceden, en 1061, la abadía de Hugshofen (Honcourt) a la iglesia de Estrasburgo sub presentia Henrici Alsatiæ comitis.
Según el obituario de Altdorf, el conde Heinrich murió el 28 de junio de 1064: IV Kal. Julii, obiit Henricus comes, pro quo venerabilis ejus filius Bruno tradidit huic casæ Dei ad sanctum Cyriacum unum molendinum, después de haber poseído el título hereditario de Vogt de la abadía de Andlau.

## Descendencia
Acerca de la esposa de Heinrich I von Dagsburg-Egisheim no hay testimonios de fuentes conocidas, sin embargo existen algunos indicios sobre su origen. Así, los hechos muestran que uno de los hijos de Heinrich I, a saber, Albert I, llevaba el título de conde de Moha. No se encuentran temporalmente ni el título ni la posesión de Moha en la familia de Dagsburg-Egisheim antes de Albert I, de manera que es probable que este príncipe haya heredado el título y el dominio de Moha de su madre, esposa de Heinrich I. Por consiguiente, la madre de Albert tiene que haber sido una hija de los señores von Moha. Heinrich y su esposa tuvieron descendencia:
1. Gerhard I; 1065 conde en Nordgau, 1098 conde de Egisheim; ∞ Richarda (fundadora en 1057 de la abadía de Ölenberg, testimonio en 1098)
  1. Helwidis († 29 de enero antes de 1126); 1118 heredera de Egisheim, enterrada en Belval; ∞ hacia 1080, Gerhard von Lothringen († 1108), 1073 conde de Vaudémont, testimonio en 1070; Dinastía Châtenois
2. Hugo V von Egisheim (asesinado el 5 de septiembre de 1089 en Niedersasbach); 1074 conde de Dagsburg; ∞ Mechtild von Mömpelgard († 1092/1105), hija del conde Ludwig von Mousson und Pfirt, probablemente conde en Scarponnois; Dinastía Scarponnois
3. Albert I von Egisheim († 24 de agosto de 1098); 1089 conde de Dagsburg, 1096 conde de Moha; ∞ I Hedwig; ∞ II en Longwy, Ermesinde, condesa de Luxemburgo († 1141), hija del conde Konrad I, Dinastía de las Ardenas (Wigerich); casada en segundas nupcias hacia 1109 con Gottfried, conde de Namur
4. Bruno († 1102); archidiácono de Toul